# Ninghe
Ninghe, tidigare stavat Ningho, är ett stadsdistrikt i Tianjins storstadsområde i norra Kina. Ninghe fick status som stadsdistrikt den 23 juli 2015, dessförinnan var det ett härad.
Distriktet är indelat i två stadsdelsdistrikt (jiedao) och 13 köpingar (zhen). Därutöver finns sex mindre områden för forskning, utveckling och industri. Inom Ninghe finns även tre enklaver, två av dessa tillhör Tangshan och den tredje tillhör Pekings fängelsemyndighet.
Stadsdelsdistrikt:
- Lutai (芦台街道)
- Qiaobei (桥北街道)

Köpingar:
- Banqiao (板桥镇)
- Beihuaidian (北淮淀镇)
- Biaokou (俵口镇)
- Dabeijiangu (大北涧沽镇)
- Dongjituo (东棘坨镇)
- Fengtai (丰台镇)
- Lianzhuang (廉庄镇)
- Miaozhuang (苗庄镇)
- Ninghe (宁河镇)
- Panzhuang (潘庄镇)
- Qilihai (七里海镇)
- Yuelong (岳龙镇)
- Zaojiacheng (造甲城镇)